# Philipp Albinger
Philipp Albinger (* 18. September 1994 in München) ist ein deutscher Musikproduzent. Er wurde vor allem durch die Produktion am Lied Geiles Leben des Elektropop-Duos Glasperlenspiel bekannt.

## Leben
Geboren wurde Philipp Albinger in München. Nach seinem Schulabschluss fing er an mit dem Produzenten Philipp Klemz und Christian Raab zu arbeiten, mit denen er im Jahr 2015 den Hit Geiles Leben schrieb. Durch den Hit wurde er von Sony/ATV Music Publishing unter Vertrag genommen. Im Jahr 2018 wechselt er zu BMG Music Publishing.

## Auszeichnungen
Im August 2017 wurde Geiles Leben in Deutschland mit einer Doppelplatin-Schallplatte für über 800.000 verkaufte Einheiten ausgezeichnet. Im Februar und März 2016 wurde die Single mit Gold in Österreich und der Schweiz ausgezeichnet.